# Aglais subtusrufa
Aglais subtusrufa är en fjärilsart som beskrevs av Raynor 1909. Aglais subtusrufa ingår i släktet Aglais och familjen praktfjärilar. Inga underarter finns listade i Catalogue of Life.